# Sickman
Sickman é uma canção da banda grunge Alice in Chains, presente no álbum Dirt, de 1992. É a quinta faixa do álbum, de acordo com a relação da versão oficial e não faz parte do semi-conceito sobre vício a partir de "Junkhead".
Foi apresentada a público poucos meses antes do lançamento do álbum, em concertos pela turnê do álbum Facelift e uma vez lançada, foi fonte para polêmicas em relação ao vocalista Layne Staley, junto com "Junkhead", "God Smack" e "Hate to Feel".
Jerry Cantrell, sobre a canção, do encarte do box-set Music Bank: 
| “ | Layne chegou um dia e me pediu para criar a música mais doente possível, a mais doente, sombria, mais fodida e mais pesada que eu pudesse escrever, e foi isso que eu fiz. Eu fiz a música, o entreguei e ele escreveu as letras. | ” |